# Lichtuga

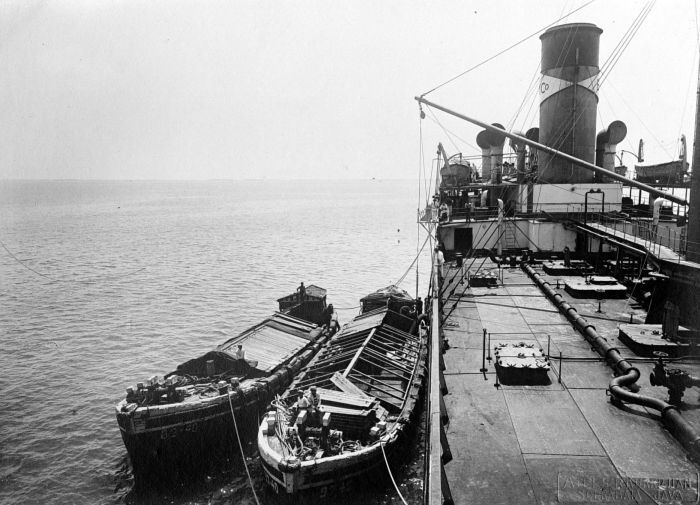
Lichtugi przy burcie statku, lata 20. XX w.

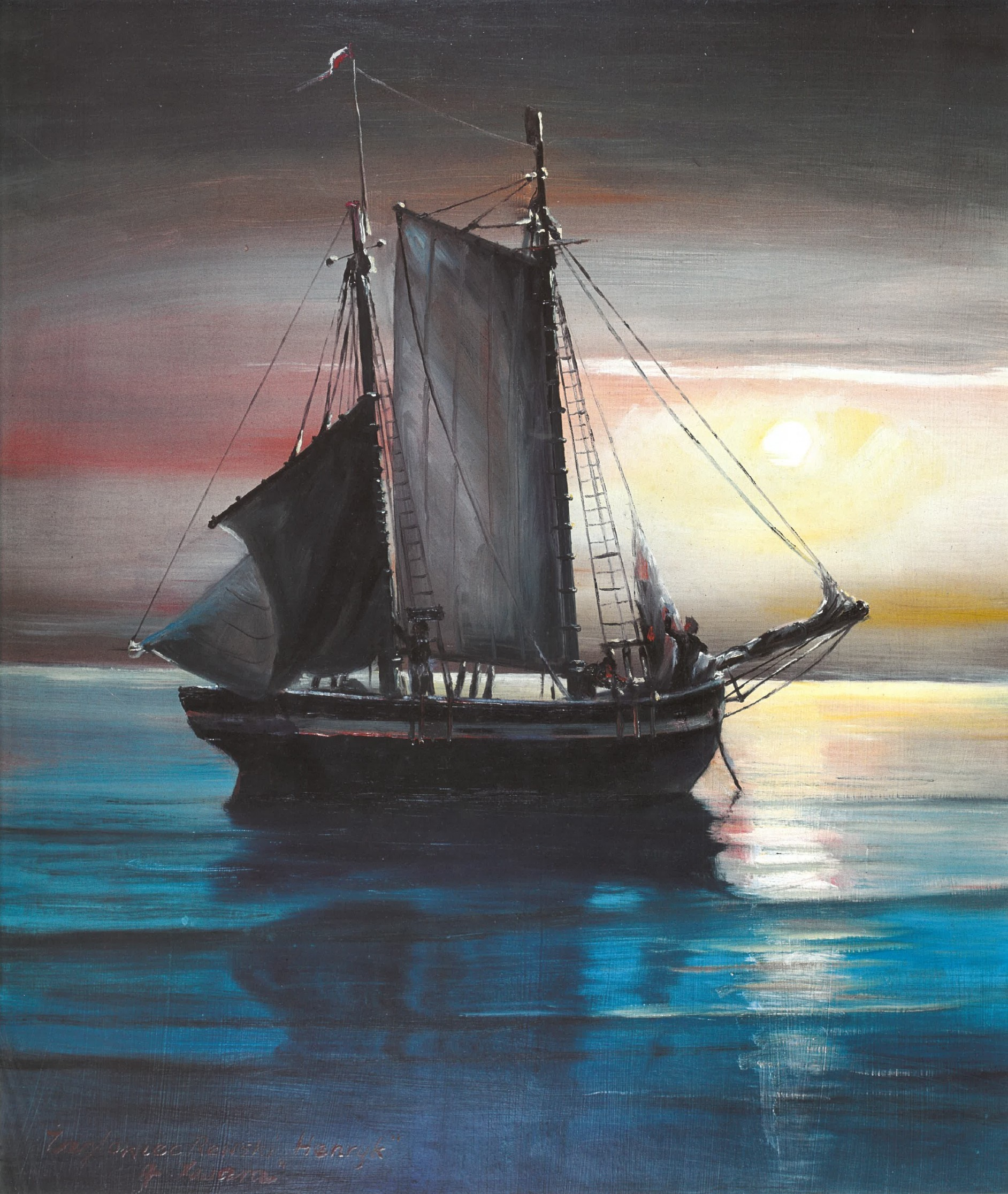
Rewska lichtuga Henryk

Lichtuga (niem.: Leichtung = ulżenie) – mała jednostka pływająca przeznaczona do rozładowania statku w celu zmniejszenia zanurzenia np. przed wejściem do portu albo ściągnięciem z mielizny. Także jednostka o małym zanurzeniu i płaskim dnie, przewożąca ładunek ze statku do portu albo bezpośrednio na brzeg. 
Ogólnie niewielki statek przeważnie bez napędu, o płaskim dnie i małym zanurzeniu, zdolny do dowozu towaru w płytsze miejsca np. ujście rzeki. Od typowej barki rzecznej różni się przystosowaniem do żeglugi po otwartym morzu.
Typowa lichtuga to kilkusettonowa (np. pięćsettonowa), pełnopokładowa barka rzeczna, przystosowana do żeglugi morskiej dzięki wysokim burtom. Przeważnie bez napędu, pływała w zestawie z holownikiem. Lichtugi często posiadały proste, dwumasztowe ożaglowanie skośne, traktowane jako napęd uzupełniający i awaryjny. Ze względu na kształt kadłuba słabo pływały pod żaglami.
Czasem jako lichtugi dożywają swoich dni zdeklasowane małe i średnie statki pełnomorskie. Np. tak skończyły polskie statki Elemka (jako Cornelia) i Śląsk (jako LCH-ZPS-2).
W Polsce, przed wybudowaniem portu w Gdyni, wpływały do Tczewa omijając niechętny Polakom Gdańsk przez przekop Wisły. Pływały do portów bałtyckich. Po II wojnie światowej pływały u ujścia Odry głównie między Świnoujściem i Szczecinem.

## Lichtugi towarzystwa «Żegluga Wisła-Bałtyk»
Siedemsettonowe ładowane w Tczewie:
Alek, Antek, Bartek, Benek, Bolek, Bronek, Edek, Felek, Franek, Stefek, Wacek, Wojtek.
Ponadtysiącdwustutonowe ładowane w Gdańsku:
Janek, Jurek.